# 멜로딕 하드코어
멜로딕 하드코어(Melodic Hardcore)는 하드코어 펑크의 하위 장르로 1980년대 초반 미국에서 생겨났다. 멜로코어라고도 부른다.